# Otto Tibulski
Otto Tibulski detto Otte (15 dicembre 1912 – 25 febbraio 1991) è stato un calciatore tedesco, di ruolo difensore.

## Palmarès

### Club

#### Competizioni nazionali
- Campionato tedesco: 6

Schalke 04: 1933-1934, 1934-1935, 1936-1937, 1938-1939, 1939-1940, 1941-1942
- Coppa di Germania: 1

Schalke 04: 1937
- Campionato della Germania occidentale: 2

Schalke 04: 1932, 1933

#### Competizioni regionali
- Ruhrbezirk: 2

Schalke 04: 1932, 1933
- Gauliga Westfalen: 10

Schalke 04; 1934, 1935, 1936, 1937, 1938, 1939, 1940, 1942, 1943, 1944
- Westfalia Cup: 2

Schalke 04: 1943, 1944